# Lotus E23 Hybrid
Lotus E23 Hybrid foi o carro da equipe Lotus F1 Team utilizado na Temporada de Fórmula 1 de 2015, pilotado por Romain Grosjean e Pastor Maldonado. Seu lançamento foi realizado no dia 26 de janeiro, através da internet.

## Desempenho
No ano de 2014, a equipe teve muitas dificuldades na temporada por conta da crise financeira, atraso no desenvolvimento do carro e o fraco motor Renault. Em 2015, no entanto, o cenário é mais animador. Além das finanças mais saudáveis e do planejamento em dia com o carro, a equipe tem como grande trunfo os motores Mercedes.

## Estatística
| Romain Grosjean | X              | Pastor Maldonado |
| --------------- | -------------- | ---------------- |
| 51              | Pontos         | 27               |
| 0               | Vitórias       | 0                |
| 0               | Pole Positions | 0                |
| 0               | Volta Rápida   | 0                |
| 1               | Pódios         | 0                |
| 6               | Abandonos      | 9                |

## Resultados
| Pos | Piloto           | Nu. | AUS | MAL | CHN | BHR | ESP | MON | CAN | AUT | GBR | HUN | BEL | ITA | SIN | JAP | RUS | EUA | MEX | BRA | UAE | Pts | Pts da Equipe | Pos da Equipe |
| --- | ---------------- | --- | --- | --- | --- | --- | --- | --- | --- | --- | --- | --- | --- | --- | --- | --- | --- | --- | --- | --- | --- | --- | ------------- | ------------- |
| 11  | Romain Grosjean  | 8   | Ret | 11  | 7   | 7   | 8   | 12  | 10  | Ret | Ret | 7   | 3   | Ret | 13  | 7   | Ret | Ret | 10  | 8   | 9   | 49  | 78            | 6º            |
| 14  | Pastor Maldonado | 13  | Ret | Ret | Ret | 15  | Ret | Ret | 7   | 7   | Ret | 14  | Ret | Ret | 12  | 8   | 7   | 8   | 11  | 10  | Ret | 27  | 78            | 6º            |

Negrito = Pole Position.
Itálico = Volta Mais Rápida
Ret = Não completou a prova.
- = Classificado pois completou 90% ou mais da prova.
½ = Foram dados a metade dos pontos. A corrida foi interrompida pelo mau tempo.
Desc = Desclassificado da prova.